# Boccia su strada
La boccia su strada (o bocciaforte, boccia alla lunga, o in inglese road bowl) è uno sport tradizionale europeo, variante delle bocce, praticato in vari Stati europei.
La boccia su strada consiste nel tirare la boccia su una strada (preferibilmente di campagna) il più lontano possibile. Il gioco si fonda sulla forza, ma anche sulla precisione del lancio. È diffuso in tutte le regioni italiane e in Europa.
Lo sport della boccia alla lunga è riconosciuto dal CONI, essendo affiliato alla FIGeST (Federazione Italiana Giochi e Sport Tradizionali).
Ogni 4 anni si disputa un campionato europeo che vede partecipare società Irlandesi, Olandesi e Tedesche assieme a quella italiana.

## In Italia
L'associazione della boccia alla lunga italiana sportiva (ABIS) organizza annualmente un campionato regionale che vede coinvolte squadre marchigiane suddivise in tre categorie (A,B,C). Sono presenti anche società in Emila Romagna e Umbria; si disputa annualmente il campionato italiano dove tutte le società delle diverse regioni competono con i loro giocatori per aggiudicarsi il titolo di campione italiano. Il campionato italiano si suddivide in: 
- campionato italiano a singolo
- campionato italiano a coppie
- campionato italiano a terna
- campionato italiano a squadre

## Regole
La bocciaforte consiste in una gara a squadre (anche multipli di due ma si gioca sempre a due a due), lungo un percorso prestabilito, preferibilmente in aperta campagna, nel quale vince la squadra che con il minor numero di bocciate (lanci) giunge al traguardo. Le bocce utilizzate sono quelle classiche del gioco delle bocce. Per le modalità con cui si svolge la competizione, la bocciaforte può risultare una variante semplificate del ruzzolone.
La boccia è in ferro e pesa massimo 1 kg; si può giocare individualmente o a squadre. Ogni giocatore deve disporre di una propria boccia e vince la partita il giocatore o la squadra che si aggiudica per primo 5 giochi; un gioco si compone di tre lanci e risulterà vincitore chi avrà percorso più strada con la sua boccia.